# ان‌جی‌سی ۶۴۵۲

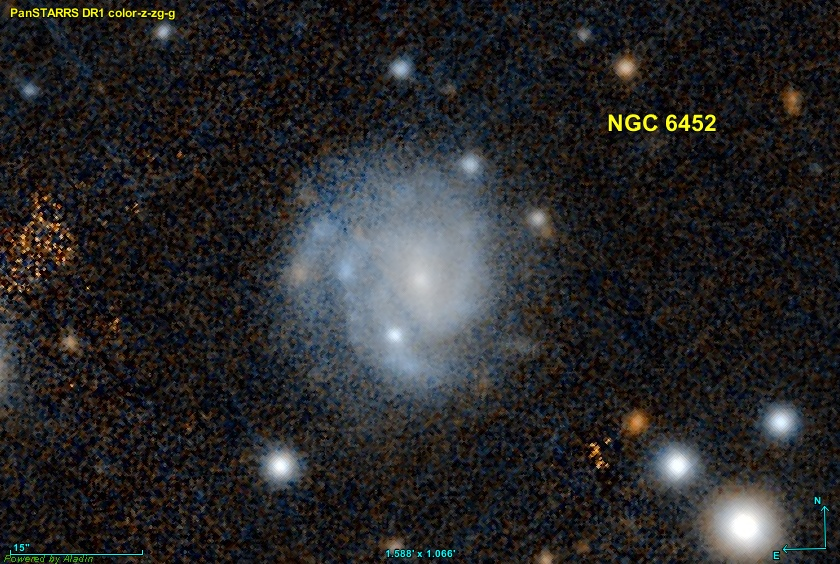
نمایی از کهکشان ان‌جی‌سی ۶۴۵۲ در منظومهٔ خورشیدی – ۲۰۲۲

ان‌جی‌سی ۶۴۵۲ (انگلیسی: NGC 6452) نام یک کهکشان مارپیچی است.